# Opel 14 PS
Der Opel 14 PS war ein PKW der oberen Mittelklasse, den die Adam Opel KG nur im Jahre 1904 baute.

## Geschichte und Technik
Den 14 PS baute Opel, wie den ein Jahr zuvor vorgestellten 12 PS, nach dem System des französischen Herstellers Darracq. In seinen Abmessungen entsprach er dem im gleichen Jahr erschienen Modell 12/14 PS, hatte aber einen Motor mit größerem Hubraum und war deutlich teurer.
Der Motor war ein Zweizylinder-Reihenmotor mit 2365 cm³ Hubraum (Bohrung × Hub = 112 mm × 120 mm), der 14 PS (10,3 kW) bei 1600/min. leistete. Der seitengesteuerte Motor mit T-Kopf war wassergekühlt. Die Motorleistung wurde über eine Lederkonuskupplung, ein manuelles Dreiganggetriebe mit sequentieller Lenksäulenschaltung und eine Kardanwelle an die Hinterachse weitergeleitet. Die Höchstgeschwindigkeit der Wagen lag bei 50 km/h.
Der Rahmen bestand aus Stahlblech-U-Profilen. Die beiden Starrachsen waren an halbelliptischen Längsblattfedern aufgehängt. Die Betriebsbremse wirkte auf die Getriebeausgangswelle. Die Handbremse war als Bandbremse ausgeführt, die auf die Hinterräder wirkte.
Es gab zwei Karosserievarianten, einen zweisitzigen Phaeton und einen viersitzigen Tonneau. Die billigste Variante (Phaeton) kostete 8000 RM.
Bereits Ende 1904 wurde der Bau des 14 PS eingestellt. Nachfolger gab es keinen.